# Defendente Ferrari

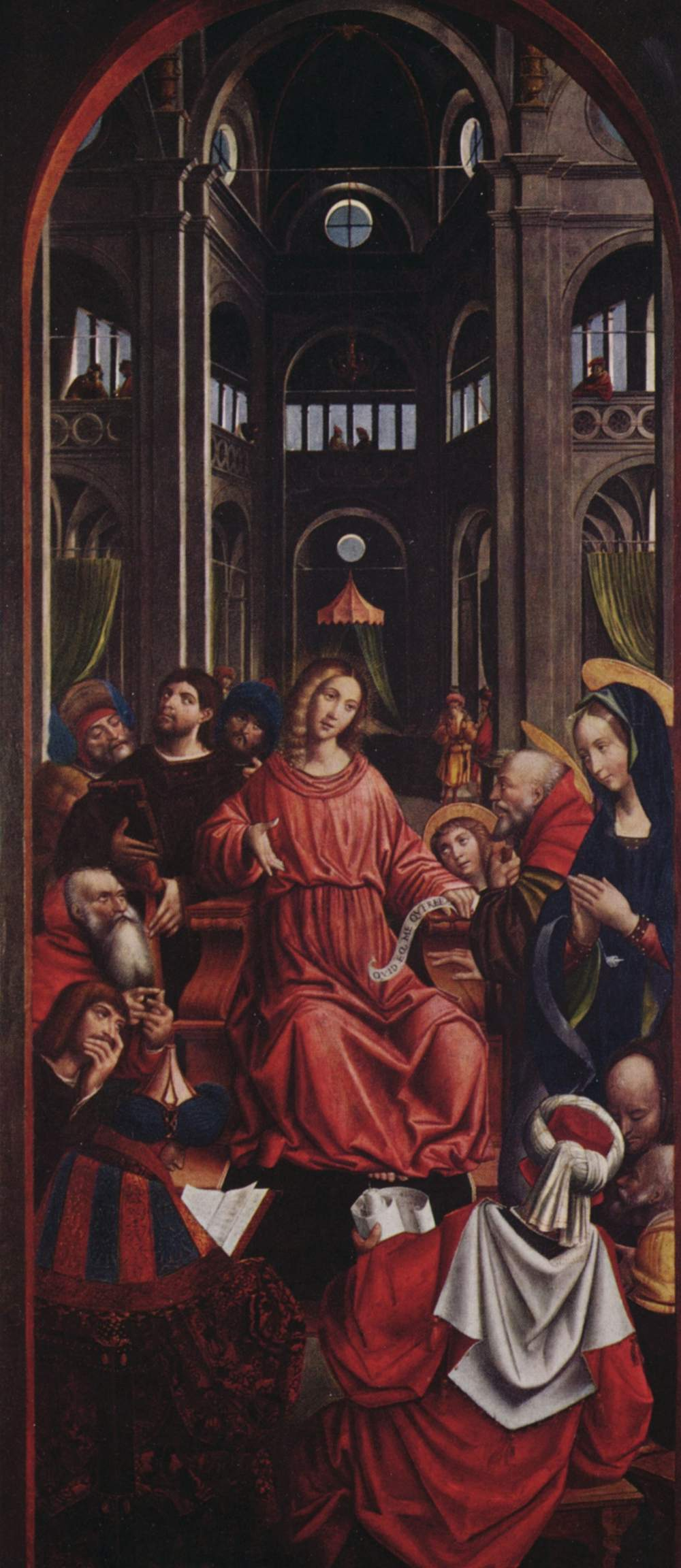
Cristo entre los doctores, Nueva Galería Estatal de Stuttgart.

Defendente Ferrari (Chivasso, hacia 1480/1485-Turín, hacia 1540) fue un pintor italiano activo en el Piamonte. Ferrari nació en Chivasso, cerca de Turín. Después de estudiar en el taller de Giovanni Martino Spanzotti, se hizo famoso por sus altares y polípticos, decorados en un estilo inspirado en los maestros del norte de Europa.

## Biografía
Formado en el taller de Gian Martino Spanzotti tras la llegada de este a Chivaso en 1502, tuvo un éxito considerable como pintor de retablos y cuadros de altar, en los que se pone de manifiesto un estilo rico en detalles en gran parte deudor de la pintura nórdica. 
Sus primeras obras importantes parecen el resultado de alguna forma de colaboración con su maestro (Políptico de los zapateros y el  Bautismo de la catedral de Turín). Distinguir la contribución de cada uno en estas obras es un problema que no está completamente resuelto. En obras posteriores, como en el Tríptico de la Sacra di San Michele (1507) o en la Natividad de Avigliana (1511), se manifiesta ya con un estilo propio, en el que da muestras a la vez de gusto gotizante, vigorosos aún en la tierra de Piamonte.
Su habilidad para los detalles menudos, de raíz flamenca, y su indudable capacidad narrativa se ponen de manifiesto principalmente en las predelas de los retablos.
Los mejores testimonios de su obra se encuentran en los museos del Piamonte (polípticos de San Ivo y de Santa Bárbara en la Galería Sabauda de Turín, San Jerónimo penitente en el Museo Civico d'Arte Antica de Turín, y el Políptico de Bianzè en el Museo de Borgoña de Vercelli). Tablas desmembradas de otros polípticos se encuentran en muchos museos italianos, de Europa y de Estados Unidos. Merecen ser recordadas también las dos tablas que representan a la Virgen y el Niño con santos en la sacristía de la catedral de Ivrea. 
Entre las obras que aún permanecen en las iglesias para las que fueron pintadas, deben mencionarse al menos las conservadas en la catedral de Chivasso, en la iglesia de San Juan de Avigliana y en la abadía de Sant'Antonio di Ranverso .

## Obra
- Assunzione della Vergine, 1500 (algunas fechas son aproximadas), témpera sobre tabla, 162 x 68 cm, Budapest, Museum of Fine Arts.
- Santa Caterina, 1500-1501, témpera sobre tabla, Turín, Museo Civico d'Arte Antica.
- Madonna col Bambino fra i santi Bernardo d'Aosta, Giovanni Battista, Bartolomeo e Cristoforo, 1500-1505, óleo sobre tabla, Biella, Museo del Territorio Biellese.
- San Francesco e donatrice, 1501, témpera sobre tabla, 86,5 x 68,8 cm, Turín, Museo Civico d'Arte Antica.
- Sbarco di Maria Maddalena a Marsiglia, 1504-1513, témpera sobre tabla, 168,5 x 90 cm, Turín, Museo Civico d'Arte Antica.
- Sposalizio della Vergine, 1504-1515, témpera sobre tabla, 177 x 95,5 cm, Turín, Museo Civico d'Arte Antica.
- San Giovanni Battista, 1505-1510, témpera sobre tabla, 93,2 x 67,8 cm, Turín, Museo Civico d'Arte Antica.
- Sant'Ivo e due devoti, 1506-1510, témpera sobre tabla, 93,2 x 67,8 cm, Turín, Museo Civico d'Arte Antica.
- Angelo portacroce, 1509, óleo sobre tabla, Turín, Museo Civico d'Arte Antica.
- Madonna con Bambino, 1509-1535, óleo sobre tabla, Florencia, Palazzo Pitti, Galleria Palatina.
- Martirio di san Sebastiano, 1510, témpera sobre tabla, 37,3 x 103 cm, Turín, Museo Civico d'Arte Antica.
- Natività, 1510, témpera sobre tabla, 33,5 x 52,7 cm, Turín, Museo Civico d'Arte Antica.
- Fuga in Egitto, 1510, témpera sobre tabla, 33,7 x 52,3 cm, Turín, Museo Civico d'Arte Antica.
- Natività notturna, 1510, témpera sobre tabla, 48 x 38 cm, Turín, Museo Civico d'Arte Antica.
- Cristo in casa di Marta e Maria, 1511-1535, óleo sobre tabla, 155 x 76,2 cm, Denver, Art Museum.
- Allegoria con Cristo e nove santi, 1515-1520, témpera sobre tabla, Turín, Museo Civico d'Arte Antica.
- Crocifissione, 1518-1523, témpera sobre tabla, Turín, Museo Civico d'Arte Antica.
- Adorazione del Bambino con Santa Chiara e clarisse, 1519, témpera sobre tabla, Ivrea, Sacrestia del Duomo.
- Adorazione dei Magi, 1520, óleo sobre tabla, 103 x 73 cm, Los Ángeles, J. Paul Getty Museum.
- San Gerolamo penitente, 1520, témpera sobre tabla, 67,5 x 52,5 cm, Turín, Museo Civico d'Arte Antica.
- Crucifixión, 1520, óleo sobre tabla, 180 x 124 cm, Museos Cívicos de Pavía[1]
- Vergine Annunziata, 1520, témpera sobre tabla, 73 x 62 cm, Turín, Museo Civico d'Arte Antica.
- Angelo annunziante, 1520, témpera sobre tabla, 72 x 63 cm, Turín, Museo Civico d'Arte Antica.
- Madonna col Bambino in trono e santi, 1520, óleo sobre tabla, 136,5 x 114 cm, Filadelfia, Museum of Art.
- Adorazione del Bambino, 1521, témpera sobre tabla, 120 x 79,2 cm, Turín, Museo Civico d'Arte Antica.
- Adorazione del Bambino con il Beato Warmondo e donatore, 1521, Ivrea, Sacrestia del Duomo.
- Madonna col Bambino e san Giovanni Battista e Giovanni Evangelista, 1525, óleo sobre tabla, 91 x 60 cm, Wisconsin, Chazen Museum of Art.
- San Pantaleone e donatore, 1525, témpera sobre tabla, 166,5 x 92 cm, Turín, Museo Civico d'Arte Antica.
- Presentazione al tempio, 1525-1530, témpera sobre tabla, 209,5 x 140 cm, Turín, Museo Civico d'Arte Antica.
- Incoronazione della Vergine con Annunciazione nelle due predelle, 1525-1530, témpera sobre tabla, Turín, Museo Civico d'Arte Antica.
- Madonna con Bambino, 1526, óleo sobre tabla, 56 x 37 cm, Ámsterdam, Rijksmuseum.
- Disputa di Cristo fra i dottori, 1526, óleo sobre tabla, 209 × 93 cm, Stuttgart, Staatsgalerie.
- Madonna, sant'Anna, il Bambino e due angeli, 1528, óleo sobre tabla, Ámsterdam, Rijksmuseum.
- Santa Margherita e Cristo giardiniere, 1630, témpera sobre tabla, 207,5 x 107 cm ciascuno, Turín, Museo Civico d'Arte Antica.
- San Pietro, 1530, óleo sobre tabla, Turín, Museo Civico d'Arte Antica.
- Santa Lucia, 1530, óleo sobre tabla, Turín, Museo Civico d'Arte Antica.
- San Lorenzo, 1530, óleo sobre tabla, Turín, Museo Civico d'Arte Antica.
- San Michele arcangelo sconfigge il demonio, 1530, témpera sobre tabla, 206,5 x 107 cm, Turín, Museo Civico d'Arte Antica.
- Polittico di san Gerolamo, con San Giovanni Battista, San Giacomo e San Giorgio e un santo guerriero, Angelo Annunziante y Vergine Annunziata, 1530-1535, témpera sobre tabla, panel central: 132 x 46 cm, panel lateral: 133 x 47 cm, Turín, Museo Civico d'Arte Antica.
- Presentazione di Cristo al tempio, 1540, témpera sobre tabla, 37 x 69 cm, Turín, Museo Civico d'Arte Antica.
- Madonna del popolo, témpera sobre tabla, Caselle Torinese, sede comunal.